# Chrysichthys praecox
Chrysichthys praecox är en fiskart som beskrevs av Hardman och Melanie L. J. Stiassny 2008. Chrysichthys praecox ingår i släktet Chrysichthys och familjen Claroteidae. Inga underarter finns listade i Catalogue of Life.